# Apalatxosaure
L'apalatxosaure (Appalachiosaurus) és un gènere de dinosaure teròpode tiranosauroïdeu que va viure al Cretaci superior en el que actualment és l'est de Nord-amèrica. Com quasi tots els teròpodes, era un predador bípede. Només s'ha trobat un esquelet jove, representa un animal de més de 7 metres de longitud i amb un pes d'uns 600 kg, fet que indica que un adult podria haver sigut més gran. Aquesta espècie destaca per ser el teròpode més complet conegut de la part est de Nord-amèrica.
Els fòssils de l'apalatxosaure s'han trobat a Alabama central, a la formació Demopolis Chalk. Aquesta formació data de l'estatge Campanià del Cretaci superior, de fa un 77 milions d'anys.